# Atletica Livorno 1950
L'Atletica Livorno 1950 è una società sportiva di atletica leggera di Livorno.

## Storia
L'Atletica Livorno fu fondata nel il 2 gennaio 1950 da 34 soci i quali, come colori sociali, scelsero il bianco ed il verde, binomio cromatico caratteristico nella città di Livorno, utilizzato anche dal Livorno Rugby, dal Tennis Club (fondato nello stesso anno) e dalla Pro Livorno Sorgenti; l'uso di tali colori risale alla SPES, seconda squadra di calcio fondata nella città labronica.
La canottiera da gara, prevede uno sfondo bianco con due righe trasversali che scendono da sinistra verso destra. L'ispirazione per tale foggia deriva da quella della nazionale americana del tempo, mostrata a Livorno da Harrison Dillard, campione Olimpico dei 100m nel 1948 e nei 110hs nel 1952, di stanza a Livorno nel suo periodo militare.
L'Atletica Livorno è stata premiata dal CONI con le più alte onorificenze al Merito Sportivo: Stella di Bronzo (1968), Stella D'Argento (1981), Stella D'Oro (2004).
Nel secondo decennio del XXI secolo, l'Atletica Livorno si è proposta sul territorio nazionale come tra le migliori dieci società d'Italia nel progetto Qualità e Continuità, classifica indetta dalla FIDAL per premiare quelle realtà capaci di portare atleti dal vivaio fino ad appuntamenti importanti, sia di rilevanza nazionale che internazionale.
Attualmente l'Atletica Livorno detiene quattro migliori prestazioni italiane: 
- Rachele Mori: lancio del martello allieve (3kg) 70,41m (2020) [2]
- Rachele Mori: lancio del martello allieve (4kg) 65,03m (2020)
- Rachele Mori: lancio del martello junior 68,04m (2022)
- Federico Garofoli, Andrea Franchini, Gabriele Mori, Tommaso Boninti: 4x200 indoor allievi 1'30''33 (2020) [3]

## L'attività divulgativa
Nel 1972 iniziò le sue pubblicazioni il 'Centro Studi Livornese di Atletica Leggera diretto da Vittoriano Drovandi, Bruno Gabbi e Lorenzo Gremigni, da prima con cadenza mensile e poi, dal 1974, quindicinale, raggiungendo una diffusione a livello nazionale.
La rivista, sotto forma di ciclostilato, proponeva articoli tecnici originali e lavori tratti da riviste straniere, in particolare tedesche e francesi, tradotte rispettivamente da prof. Bianca Savino e prof. Mario Vecoli. Nel 1980, dopo un periodo di collaborazione con Alberto Buonaccorsi, Renato Carnevali e Fabio Canaccini, la rivista cessò le pubblicazioni.
Negli ultimi anni si è rinnovata questa spinta verso la cultura scientifico-sportiva con la nascita del Centro Culturale Studi Sportivi dell'Atletica Livorno, che ha  organizzato, insieme ad altri enti territoriali, tavole rotonde e incontri di aggiornamento tecnico per diffondere e discutere delle metodologie applicate nell'atletica leggera.

## Palmarès

### Campioni italiani assoluti

#### Uomini
- 1964 - Vittoriano Drovandi, salto in alto
- 1965 - Vittoriano Drovandi, salto in alto
- 2015 - Joao Bussotti, 1500 m indoor

#### Donne
- 1975 - Maddalena Bruni, salto in lungo indoor
- 1989 - Veronica Becuzzi, lancio del giavellotto
- 2021 - Marta Giovannini, pentathlon indoor
- 2021 - Marta Giovannini, eptathlon
- 2022 - Marta Giovannini, eptathlon

### Campioni italiani promesse

#### Uomini
- 2009 - Luca Marsi, eptathlon indoor
- 2012 - Filippo Girardi, 10.000 m marcia
- 2014 - Joao Bussotti, 1500 m indoor
- 2015 - Joao Bussotti, 800 m indoor
- 2015 - Joao Bussotti, 1500 m indoor
- 2015 - Joao Bussotti, 1500 m
- 2016 - Samuele Dini, 10000 m su strada
- 2019 - Alessio Mannucci, lancio del disco invernale
- 2019 - Alessio Mannucci, lancio del peso
- 2020 - Alessio Mannucci, lancio del peso invernale
- 2020 - Alessio Mannucci, lancio del peso
- 2020 - Alessio Mannucci, lancio del disco
- 2021 - Marta Giovannini, pentathlon indoor
- 2022 - Jacopo Quarratesi, salto in lungo
- 2022 - Marta Giovannini, pentathlon indoor
- 2022 - Marta Giovannini, eptathlon

#### Donne
- 2011 - Elisa Magni, lancio del martello invernale
- 2011 - Elisa Magni, lancio del martello
- 2024 - Giada Traina, 20 km marcia
- 2024 - Giada Traina, 10km marcia

### Campioni italiani juniores

#### Uomini
- 1974 - Antonio Augusti, lancio del giavellotto
- 1975 - Roberto Formichi, Luca Volandri, Fausto Foresi, Luca Turini - 4x100 m
- 1976 - Roberto Pericoli, salto triplo
- 1987 - Alessandro Cellai, 2000 m siepi
- 1990 - Daniele Ferazzuto, lancio del giavellotto
- 1991 - Nicola Vizzoni, lancio del martello
- 1992 - Nicola Vizzoni, lancio del martello
- 2003 - Andrea Lemmi, salto in alto
- 2007 - Matteo Andreani, 60 m ostacoli indoor
- 2010 - Elisa Magni, lancio del martello invernale
- 2012 - Joao Bussotti, 1500 m indoor
- 2013 - Lorenzo Dini, 1500 m
- 2018 - Alessio Mannucci, lancio del disco
- 2020 - Jacopo Quarratesi, salto in lungo indoor
- 2020 - Jacopo Quarratesi, salto in lungo
- 2022 - Tommaso Boninti, 400 m indoor
- 2024 - Nicola Baiocchi, 1500m indoor
- 2024 - Nicola Baiocchi, 1500m outdoor

#### Donne
- 1978 - Cinzia Biondi, Maila Salani, cross a squadre
- 1989 - Veronica Becuzzi, lancio del giavellotto
- 2013 - Valentina Lensi, Caterina Bianchini, Giorgia Degl'Innocenti, Sara Repeti, 4x100 m
- 2020 - Marta Giovannini, pentathlon indoor
- 2020 - Marta Giovannini, eptathlon
- 2021 - Rachele Mori, lancio del martello
- 2023 - Giada Traina, 5000 m marcia indoor
- 2023 - Giada Traina, 20 km marcia

### Campioni italiani allievi

#### Uomini
- 1974 - Roberto Formichi, salto in lungo
- 1975 - Roberto Pericoli, salto triplo
- 1986 - Alessandro Cellai, 3000 m siepi
- 1988 - Daniele Ferazzuto, lancio del giavellotto
- 2011 - Samuele Dini, 3000 m
- 2011 - Lorenzo Dini, 1500 m
- 2013 - Omar Rachedi, 1500 m
- 2013 - Filippo Lari, salto in alto
- 2020 - Tommaso Boninti, 400 m
- 2020 - Tommaso Boninti, Federico Garofoli, Gabriele Mori, Andrea Franchini - 4x200 m indoor
- 2020 - Tommaso Boninti, Federico Garofoli, Gabriele Mori, Daniele Colombo - 4x100 m
- 2022 - Nicola Baiocchi, 1500m indoor

#### Donne
- 1987 - Veronica Becuzzi, lancio del giavellotto
- 2008 - Elisa Magni, lancio del martello
- 2019 - Rachele Mori, lancio del martello
- 2020 - Rachele Mori, lancio del martello
- 2020 - Giada Traina, 3000 m marcia indoor
- 2020 - Giada Traina, 5000 m marcia
- 2021 - Giada Traina, 3000 m marcia indoor
- 2021 - Giada Traina, 5000 m marcia
- 2021 - Giada Traina, 10 km marcia su strada

### Campioni italiani cadetti

#### Uomini
- 2010 - Francesco Neri, lancio del martello
- 2012 - Filippo Lari, salto in alto

#### Donne
- 2017 - Rachele Mori, lancio del martello
- 2018 - Rachele Mori, lancio del martello
- 2018 - Giada Traina, 3000 m marcia
- 2019 - Giada Traina, 3000 m marcia

## Atleti in nazionale Assoluta
- Veronica Becuzzi
- Maddalena Bruni
- Alberto Buonaccorsi
- Joao Bussotti
- Fulvio Calamari
- Roberto Casali
- Vittoriano Drovandi
- Daniele Ferazzuto
- Leonardo Gini
- Paolo Marconcini
- Luca Marsi
- Canzio Nevini
- Jacopo Quarratesi
- Luigi Ulivelli